# Гекла (газове родовище)
Гекла (англ. Hekla) — газове родовище в Канаді. Входить до басейну Свердруп.
Відкрите 1972 року.
Глибина залягання 1000 м.
Початкові запаси 200 млрд м³.